# Obrium yamasakoi
Obrium yamasakoi es una especie de escarabajo longicornio del género Obrium, categorizada en la tribu Obriini, de la subfamilia Cerambycinae. Fue descrita por Niisato & Chou en 2018.

## Descripción
Mide 4,8 mm de longitud.

## Distribución
Se distribuye por China.